# Mitar Đurić
Mitar Đurić (in serbo Митар Дурић?; Sarajevo, 25 aprile 1989), noto anche come Mitar Djuric e, per effetto della traslitterazione greca del suo nome (Μίταρ Τζούριτς), anche come Mitar Tsoúrits o Demétres Tsoúritz (Δημήτρης Τζούριτς), è un pallavolista greco-bosniaco, centrale e opposto dell'Olympiakos.

## Biografia
Figlio dell'ex nazionale jugoslavo di pallavolo Milan e fratello della pallavolista Ivana, nel maggio 2018 sposa la pallavolista Martina Guiggi.

## Carriera

### Club
Inizia la sua carriera da professionista molto giovane, militando in squadre del Montenegro e di Cipro. Nel 2006 approda nell'Olympiakos. Nella stagione 2010-11, vista l'improvvisa partenza di Ivan Miljković, viene schierato come opposto; nonostante il cambio di ruolo viene premiato come miglior giocatore del torneo (riconoscimento che aveva già conquistato nelle due stagioni precedenti). Con la formazione ellenica vince 3 campionati consecutivi, due Coppe nazionali e una supercoppa.
Nella stagione 2008-09 esordisce in una competizione europea per club partecipando alla Coppa CEV, mentre nelle due stagioni successive disputa la Champions League.
In 2 incontri di Champions League affronta la Trentino, facendosi notare dagli osservatori locali con 25 punti, di cui 7 ace (nella partita del 2 dicembre 2009). Il 29 giugno 2011 viene ufficializzato il suo passaggio nella formazione di Diego Mosna, con la quale esordì il 25 settembre. Appena vestita la maglia trentina vince la Supercoppa italiana, seguita poi da due Coppe del Mondo per club ed altrettante Coppe Italia.
Il 25 aprile 2013, durante la prima gara della finale scudetto, realizza 8 muri contro il Piacenza, eguagliando il record di Alessandro Fei (realizzato nel 2003) in quanto a muri realizzati durante una finale del campionato italiano.
Nell'estate del 2013 si trasferisce in Turchia, seguendo il cammino di alcuni suoi compagni di squadra da Trento all'Halkbank. Con il suo nuovo club gioca sempre da opposto e vince subito la Supercoppa turca e poi conquistando anche la Coppa nazionale e il campionato, sconfiggendo il Fenerbahçe in entrambe le finali e ricevendo i premi di miglior attaccante e miglior realizzatore dei play-off. In Champions League arriva fino alla finale, persa per mano dei russi del Belogor'e.
Nella stagione 2014-15 si trasferisce in Corea del Sud, dove gioca con la maglia del KEPCO Vixtorm. A seguito dell'eliminazione della squadra nelle semifinali dei play-off scudetto, il 2 aprile 2015 ritorna al club di Trento per disputare la parte finale del campionato italiano.
Nella stagione 2016-17 resta nella Serie A1 ingaggiato dal BluVolley Verona, dove resta per due annate, per poi trasferirsi per la stagione 2018-19 al club greco del PAOK, in Volley League.
L'esperienza in terra ellenica si conclude nel febbraio 2019, quando accetta la proposta dei francesi dello Stade Poitevin, dove disputa la seconda parte dell'annata in Ligue A. Nella stagione 2019-20 torna ancora una volta alla Trentino per completare il reparto opposti, mentre in quella seguente disputa il campionato di 1. DOL slovena con la maglia del ACH Volley da cui tuttavia si separa nel febbraio successivo.
Nell'annata 2021-22 fa nuovamente ritorno nel massimo campionato greco, stavolta ingaggiato dal Foinikas Syro, con cui conquista una Supercoppa nazionale e riceve un premio come miglior centrale, mentre da quella seguente fa ritorno all'Olympiakos,  aggiudicandosi uno scudetto (ricevendo anche i premi come miglior giocatore e miglior centrale), una coppa nazionale, una Coppa di Lega (entrambe impreziosite dal riconoscimento come MVP del torneo) e una Supercoppa greca.

### Nazionale
In possesso del passaporto serbo, disputa alcuni incontri non ufficiali con le selezioni giovanili del Paese balcanico ma a seguito dell'acquisizione della nazionalità greca nel 2008 opta per rappresentare quest'ultima, disputando dapprima le qualificazioni al Campionato europeo di categoria con la selezione under 20 e quindi esordendo in nazionale maggiore a partire dall'anno successivo; con la maglia della Grecia vince la medaglia d'argento ai Campionati dei Balcani e la medaglia d'argento all'European League 2014.
Nell'aprile 2020 annuncia il ritiro dalla nazionale.

## Palmarès

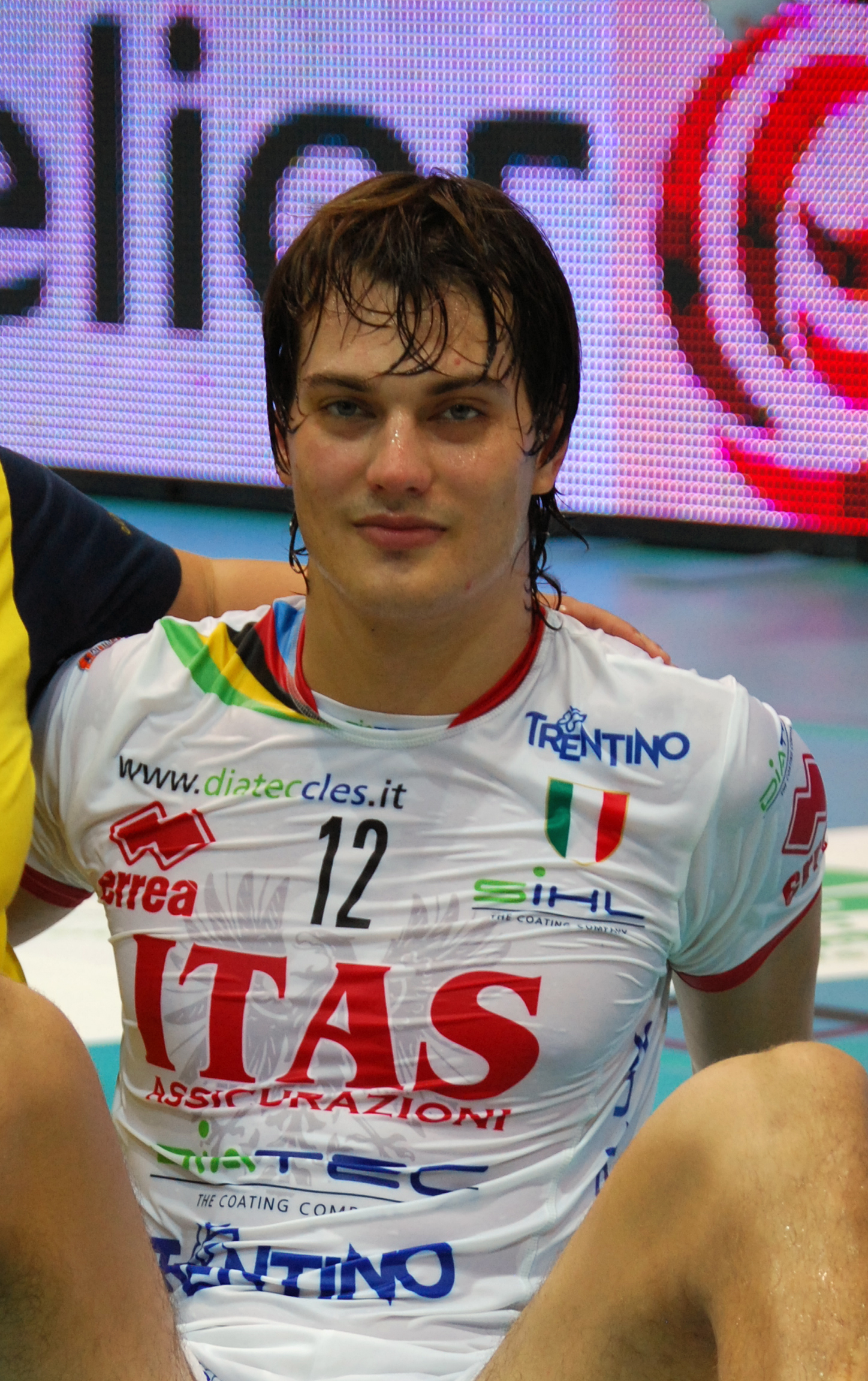
Nel 2011 con la maglia della Trentino Volley

### Club
- Campionato greco: 4

2008-09, 2009-10, 2010-11, 2023-24
- Campionato italiano: 2

2012-13, 2014-15
- Campionato turco: 1

2013-14
- Coppa di Grecia: 3

2008-09, 2010-11, 2023-24
- Coppa Italia: 2

2011-12, 2012-13
- Coppa di Turchia: 1

2013-14
- Supercoppa greca: 4

2010, 2021, 2024
- Supercoppa italiana: 1

2011
- Supercoppa turca: 1

2013
- Coppa di Lega: 1

2024-25
- Campionato mondiale per club: 2

2011, 2012

### Nazionale (competizioni minori)
- Campionato dei Balcani
- European League 2014

### Premi individuali
- 2009 - A1 Ethnikī: MVP
- 2010 - A1 Ethnikī: MVP
- 2010 - Supercoppa greca: MVP
- 2011 - Volley League: MVP
- 2014 - Voleybol 1. Ligi: Miglior realizzatore
- 2014 - Voleybol 1. Ligi: Miglior attaccante
- 2021 - Supercoppa greca: MVP
- 2022 - Volley League: Miglior centrale
- 2024 - Coppa di Grecia: MVP
- 2024 - Volley League: MVP
- 2024 - Volley League: Miglior centrale
- 2024 - Coppa di Lega: MVP